# Howard Caine
Howard Caine, nato Howard Cohen (Nashville, 2 gennaio 1926 – North Hollywood, 28 dicembre 1993), è stato un attore statunitense.

## Filmografia

### Cinema
- Pagare o morire (Pay or Die), regia di Richard Wilson (1960)
- Dalla terrazza (From the Terrace), regia di Mark Robson (1960)
- Vincitori e vinti (Judgment at Nuremberg), regia di Stanley Kramer (1961)
- I guerriglieri della giungla (Brushfire), regia di Jack Warner Jr. (1962)
- La scuola dell'odio (Pressure Point), regia di Hubert Cornfield (1962)
- Il piede più lungo (The Man from the Diners' Club), regia di Frank Tashlin (1963)
- Alvarez Kelly, regia di Edward Dmytryk (1966)
- L'uomo caffelatte (Watermelon Man), regia di Melvin Van Peebles (1970)
- Vendetta a Hong Kong (Forced Vengeance), regia di James Fargo (1982)

### Televisione
- The Californians – serie TV, 8 episodi (1958)
- Goodyear Theatre – serie TV, 2 episodi (1959-1960)
- Peter Gunn – serie TV, episodi 2x12-3x28 (1959-1961)
- Michael Shayne – serie TV, 2 episodi (1960)
- Pete and Gladys – serie TV, episodio 1x11 (1960)
- Alfred Hitchcock presenta (Alfred Hitchcock Presents) – serie TV, 2 episodi (1960-1961)
- Death Valley Days – serie TV, 3 episodi (1960-1966)
- Gli intoccabili (The Untouchables) – serie TV, 2 episodi (1961)
- Hong Kong – serie TV, episodio 1x18 (1961)
- I detectives (The Detectives) – serie TV, episodio 3x06 (1961)
- Follow the Sun – serie TV, episodi 1x01-1x17 (1961-1962)
- Fair Exchange – serie TV, 4 episodi (1962)
- The Greatest Show on Earth – serie TV, episodio 1x12 (1963)
- The Travels of Jaimie McPheeters – serie TV, episodi 1x14-1x15 (1963)
- La grande avventura (The Great Adventure) – serie TV, episodio 1x13 (1964)
- Lucy Show – serie TV, 2 episodi (1964)
- Get Smart – serie TV, 4 episodi (1965-1967)
- Volo 1-6 non atterrate (The Doomsday Flight) – film TV (1966)
- Squadra speciale anticrimine (The Felony Squad) – serie TV, episodi 1x12 (1966)
- Rango – serie TV, episodio 1x04 (1967)
- Sui sentieri del West (The Outcasts) – serie TV, episodio 1x18 (1969)
- Marilyn - Una vita, una storia (Marilyn: The Untold Story) – film TV (1980)
- Ricordi di guerra (War and Remembrance) – miniserie TV, 2 puntate (1988)